# Hamptjärnen (Degerfors socken, Västerbotten, 716163-167046)
Hamptjärnen är en sjö i Vindelns kommun i Västerbotten och ingår i Umeälvens huvudavrinningsområde. Hamptjärnen ligger i Vindelälven Natura 2000-område.